# Горле
Го̀рле (на италиански: Gorle; на ломбардски: Gòrel, Горел) е градче и община в Северна Италия, провинция Бергамо, регион Ломбардия. Разположено е на 268 m надморска височина. Населението на общината е 6540 души (към 2017 г.).